# Aeroportul Ourinhos
Aeroportul Ourinhos (IATA: OUS, ICAO: SDOU) este un aeroport din São Paulo, Brazilia ce deservește zona Ourinhos. Aeroportul a fost tranzitat în 2002 de 27 de pasageri. A fost numit după zona deservită.
Situat la o altitudine de 467 m, aeroportul dispune de 1 pistă. Este operat de Departamento Aeroviário do Estado de São Paulo⁠(d).

## Infrastructură

### Piste
Aeroportul dispune de o singură pistă. Pista 16/34 are suprafața de asfalt și dimensiunile 1.500 m × 30 m. 